# Jean Duvergier de Hauranne
Jean-Ambroise Duvergier de Hauranne, abad de Saint-Cyran (Bayona, 1581-París, 11 de octubre de 1643), fue un sacerdote católico y teólogo francés y principal exponente del jansenismo en Francia.

## Biografía
Proveniente de una familia noble de Bayona, tras cursar estudios de humanidades en su ciudad natal y de filosofía en la Sorbona de París, pasó a estudiar teología en el Colegio de los Jesuitas de Lovaina, donde se doctoró en 1604. Allí conoció a Cornelio Jansenio, futuro teólogo y teórico del jansenismo. En 1605, los dos amigos se encontraron en París y asistieron a las conferencias del galicano Edmond Richer; allí concibieron la idea de estudiar el cristianismo primitivo y devolverle el lugar de honor que, en su opinión, había usurpado la escolástica medieval. Durante 12 años estudiaron la patrística y sobre todo a san Agustín, primero en París, y después de 1611 en Campiprat (Cantipré), donde vivía Saint-Cyran, protegido por Bertrand d'Eschaud, el obispo de Bayona, que lo nombró canónigo de la catedral. Con él, primero en París y posteriormente en Bayona en 1611-13, se introdujo con gran intensidad en los escritos de los Padres de la Iglesia, especialmente de san Agustín, acercándose cada vez más a la doctrina calvinista de la predestinación y de la gracia y entrando así en oposición con la práctica penitencial de la Iglesia, especialmente con la enseñanza moral casuista de los jesuitas. Duvergier de Hauranne creía que Dios lo había elegido, junto con Jansenio, para reformar la Iglesia, que había caído en una profunda degradación y ya no se correspondía con la verdadera Iglesia, la esposa de Cristo.

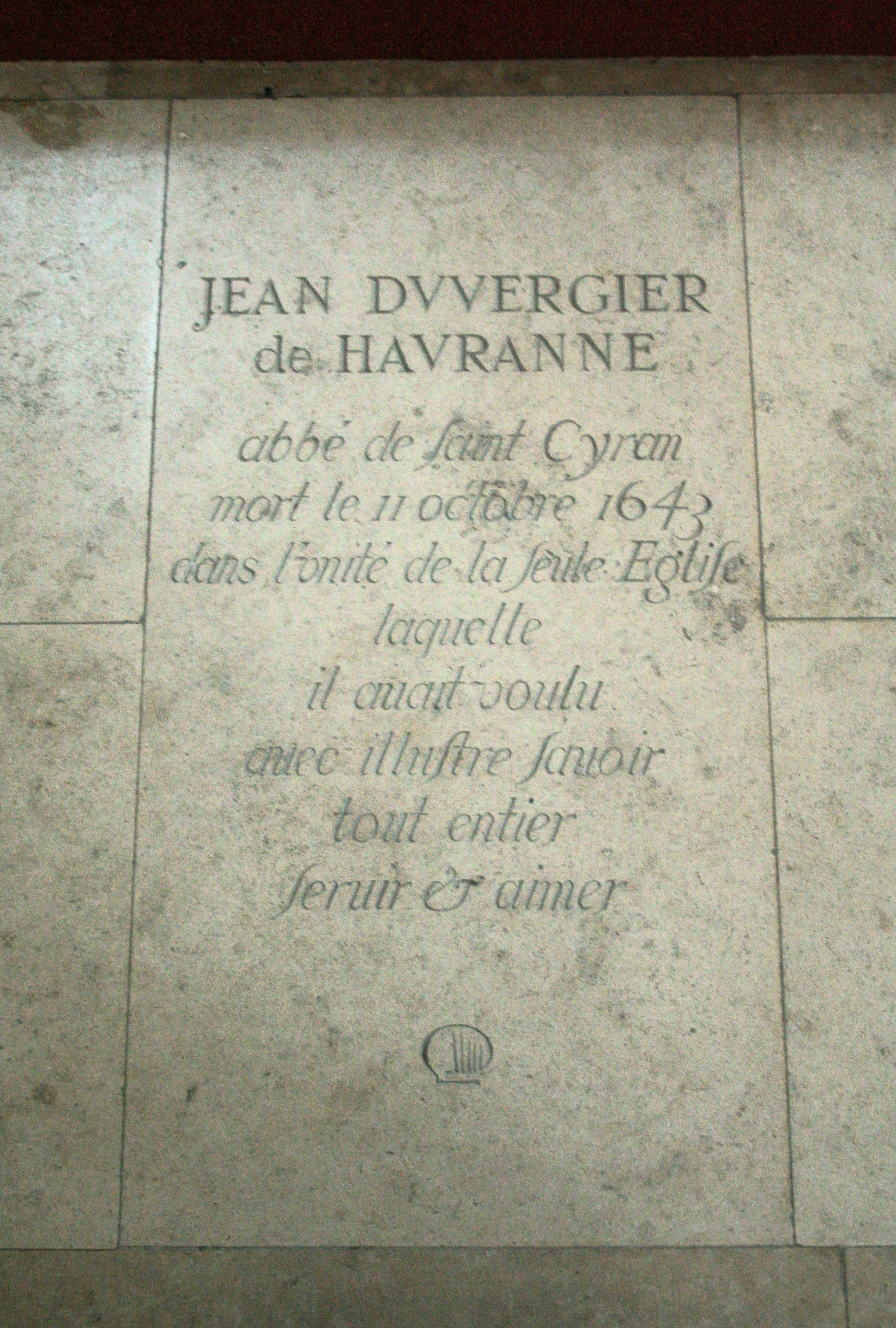
Lápida de Jean Duvergier de Hauranne en la iglesia de Saint-Jacques-du-Haut-Pas de París

En 1617, los dos amigos abandonaron Bayona. Jansenio marchó a Lovaina; y Duvergier, a Poitiers, donde el obispo Henri-Louis de Chasteigner de La Roche-Posay lo recibió como un amigo, y le otorgó primero el rectorado del priorato de Bonneville y, en 1620, le nombró abad comendatario de Saint-Cyran-en-Brenne. El nuevo abad residió poco en su abadía, ya que en 1622 se instaló permanentemente en París, una ciudad que le ofrecía mejores garantías para continuar sus estudios y proyectos de reforma. Allí entabló amistad con Pierre de Bérulle y Robert Arnauld d'Andilly. A través de la familia Arnauld, entró en contacto con el convento cisterciense de Port-Royal en 1623 y, a partir de 1635, fue el guía espiritual de la abadesa Angélica Arnauld y de otras hermanas, así como de los "ermitaños de Port Royal".
Entre los años 1617 y 1635, existió una asidua correspondencia entre Duvergier y Jansen, pero sólo se conservan las Cartas de Jansenius a Duverger de Hauranne, incautadas en el momento de la detención de Saint-Cyran. Bajo la influencia de la personalidad espiritual y ascética de Duvergier, Port-Royal se convirtió en uno de los centros más influyentes del jansenismo. El cardenal Richelieu, que en un principio era amigo de Duvergier, pasa a considerar el jansenismo como peligroso desde el punto de vista de la política imperial y eclesiástica. Duvergier, que atacó a los jesuitas en algunos de sus escritos, fue denunciado a Richelieu, quien lo mandó arrestar el 15 de mayo de 1638 y lo encerró en el castillo de Vincennes, acusado de herejía. Allí estuvo preso durante cinco años, hasta 1643, tras la muerte de Richelieu, pero pudo mantener el contacto con sus compañeros y participar en la finalización de la obra de Cornelio Jansenio sobre la doctrina de la gracia de Agustín.
Liberado por sus seguidores, Duvergier murió unos meses después, físicamente debilitado a causa del largo cautiverio. Fue enterrado en la iglesia de Saint-Jacques-du-Haut-Pas de París.

## Obras
- Considérations sur la mort chrétienne
- Considérations sur les dimanches et les festes des mysteres, et sur les festes de la Vierge et des saints, París, Veuve Charles Savreux, 1670 - Atribución dudosa, ya que el libro también se atribuye a Antoine Singlin
- Examen d'une apologie qui a esté faite pour servir de défense à un petit livre intitulé Le chapelet secret du Très-Sainct Sacrement Et pour refuter quelques remarques qui avoient été faites sur ledit chapelet, París, [s.n.], 1634
- Instructions chrestiennes, París, Pierre Le Petit, 1672
- La Somme des fautes et faussetez capitales, contenues en la Somme theologique du Pere François Garasse de la Compagnie de Jesus, París, J. Boüillerot, 1626,
- Lettres chretiennes et spirituelles de messire Jean du Verger de Havranne, abbé de S. Cyran, qui n'ont point encore été imprimées jusqu'à présent, Ámsterdam, [S.n.], 1744
- Œuvres chrétiennes et spirituelles, Lyon, Thomas Maulry, 1679
- Petrus Aurelius (3 tomos, 1632-1633)
- Pensées morales, Ed. Henri Perruchot, París, Clermont, F. Sorlot 1944
- Question royalle et sa decision, París, Toussainct du Bray, 1609
- Refvtation de l'abus pretendu, & la descouuerte de la veritable ignorance & vanité du père François Garasse, París, [S.n.], 1626
- Théologie familière, avec divers autres petits traitez de dévotion, Lovaina, [S.n.], 1650